# Ryan Schilt
Ryan Schilt (Melbourne, 28 april 1998) is een Nederlands baan- en wegwielrenner die ook de Australische nationaliteit heeft. Schilt rijdt vanaf 2019 voor de Australische wielerploeg Oliver's Real Food.

## Carrière
In 2014 behaalde Schilt een derde plaats op het omnium tijdens de Oceanische kampioenschappen baanwielrennen voor junioren. In 2018 won Schilt het Nederlands kampioenschap 50 km.

## Overwinningen

### Wegwielrennen
2019
Jongerenklassement Ronde van Tochigi

### Baanwielrennen
| Jaar     | AK                  | OK       | WK       | Overig   |
| Junioren | Junioren            | Junioren | Junioren | Junioren |
| -------- | ------------------- | -------- | -------- | -------- |
| 2014     |                     | omnium   |          |          |
| Jaar     | NK                  | EK       | WK       | Overig   |
| Elite    |                     |          |          |          |
| 2018     | 50 km achtervolging |          |          |          |
| 2019     | scratch koppelkoers |          |          |          |

## Ploegen
- 2019 –  Oliver's Real Food